# Distritos de Brunei
Brunei é dividido em quatro municípios ou distritos (daerah):
|  |

| No. | Distrito     | Capital             | População (Censo 2011) | Área (km2) |
| 1.  | Belait       | Kuala Belait        | 60,744                 | 2,724      |
| 2.  | Brunei-Muara | Bandar Seri Begawan | 279,924                | 571        |
| 3.  | Temburong    | Pekan Bangar        | 8,852                  | 1,304      |
| 4.  | Tutong       | Pekan Tutong        | 43,852                 | 1,166      |

Os distritos são subdivididos em Mukims de Brunei trinta e oito mukim ("sub-distritos" ou "paróquias").